# Pałac Małachowskich w Nałęczowie
Pałac Małachowskich w Nałęczowie – pałac zbudowany przez Mariannę i Stanisława Małachowskich w latach 1771–1775 w stylu barokowym według projektu architekta królewskiego Ferdynanda Naxa znajdujący się w Parku Zdrojowym w Nałęczowie.
Obecnie pałac jest ośrodkiem życia kulturalnego uzdrowiska. Do 2016 mieściło się w nim także Muzeum Bolesława Prusa, które z powodu sprzedaży pałacu zostało przeniesione do budynku przy ul. Stanisława Augusta Poniatowskiego 39.
W 1956 pałac Małachowskich wpisano do rejestru zabytków.